# Melkamter
Melkamter is een geslacht van pterosauriërs, behorende tot de Monofenestrata, dat tijdens de vroege Jura leefde in het gebied van het huidige Argentinië. De enige benoemde soort is Melkamter pateko.

## Vondst en naamgeving
Paleontoloog Guillermo Rougier voert sinds 2004 opgravingen uit van microfossielen op de vindplaats van Queso Rallado in Chubut. Daarbij werd een skelet gevonden van een pterosauriër. Dat werd in 2024 gemeld op een wetenschappelijke conferentie. De conclusie was dat het een nog onbekende soort betrof.
In 2024 werd de typesoort Melkamter pateko benoemd en beschreven door Alexandra Eugénia Fernandes en Oliver Walter Mischa Rauhut. De geslachtsnaam is het Tehuelche mel, "vleugel", en kamter, "grote hagedis". De soortaanduiding is afgeleid van het Tehuelche pate, "geraspt", en ko, "verzameling botten", als verwijzing naar Queso Rallado, wat "geraspte kaas" betekent, en de beschadigde toestand van de botten.
Het holotype MPEF-PV 11530 is gevonden in een laag van de onderste Cañadón Asfalto-formatie die dateert uit het Toarcien, ongeveer 178 miljoen jaar oud. Het bestaat uit een gedeeltelijk schedel op plaat en tegenplaat, twee losse tanden, vier ruggenwervels, een middenhandsbeen (niet van de vleugelvinger) en verdere botfragmenten. Het maakt deel uit van de collectie van het Museo Paleontólogico Egidio Feruglio.

## Beschrijving

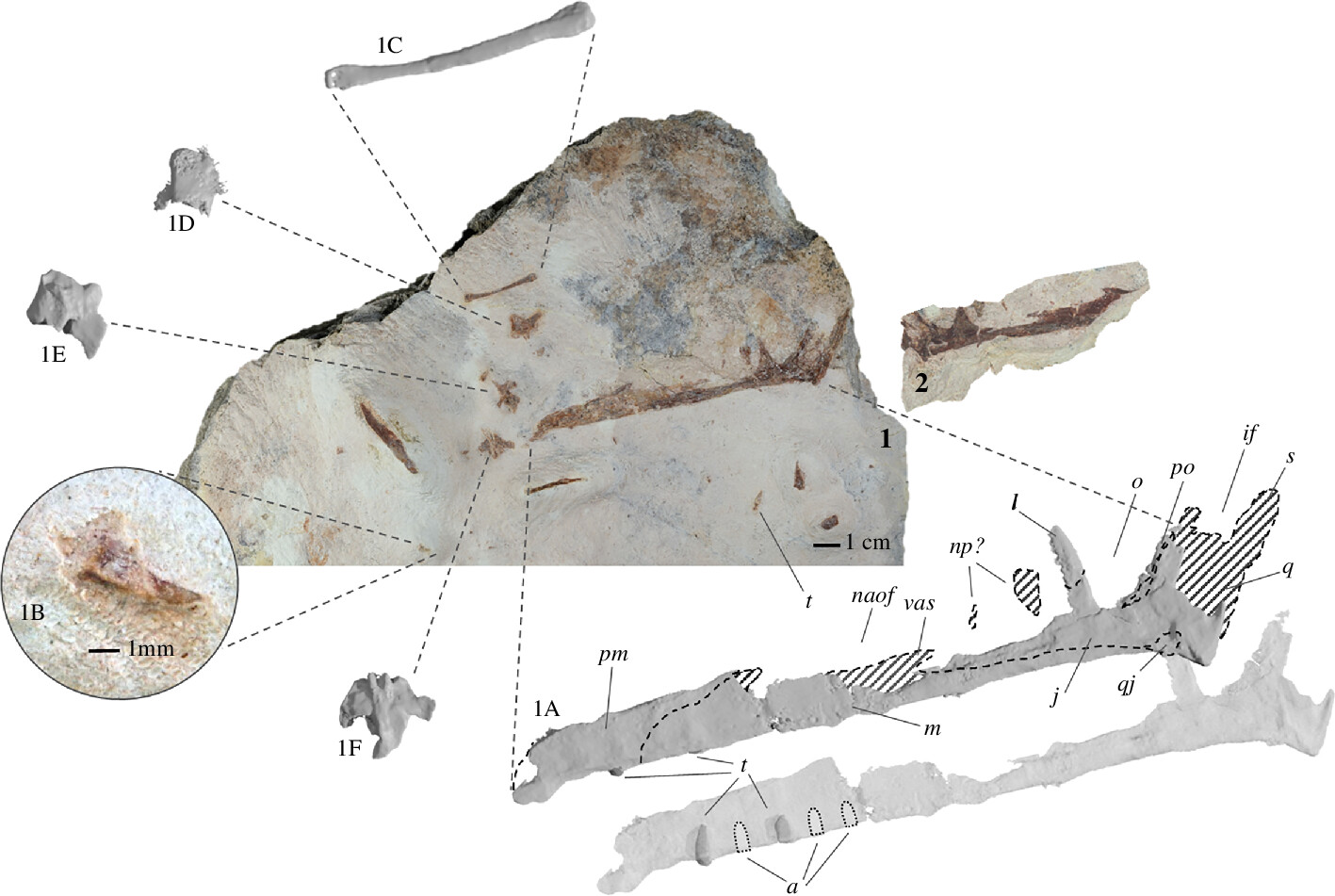
Het hoofdblok van het fossiel

De schedel heeft een lengte van 131,3 millimeter wat wijst op een vleugelspanwijdte van minder dan een meter.

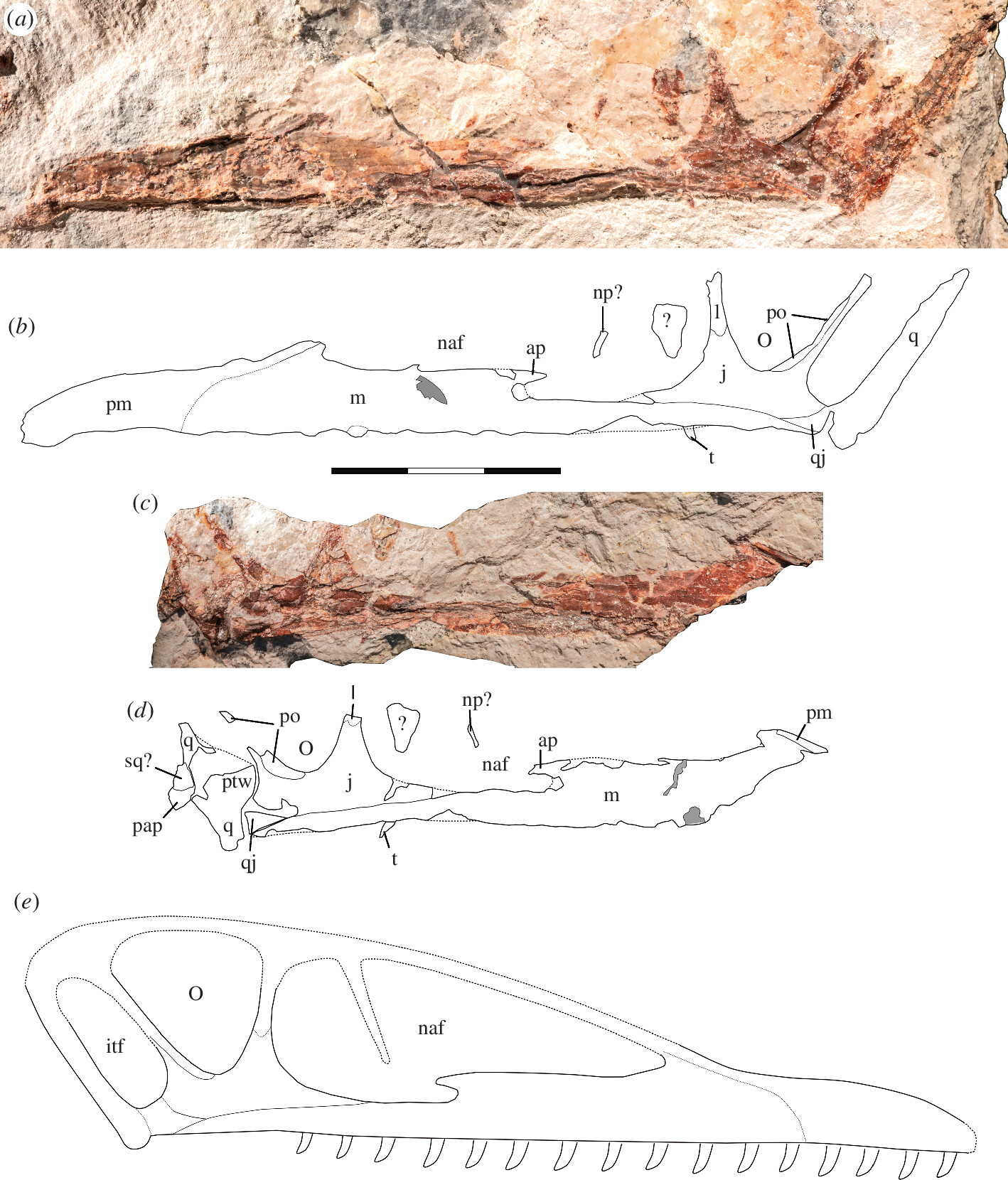
De schedel met onderaan een reconstructie

De beschrijvers stelden enkele onderscheidende kenmerken vast. Drie daarvan zijn autapomorfieën, unieke afgeleide eigenschappen. Het bovenkaaksbeen heeft een kleine rudimentaire opgaande tak die bovenaan het neusbeen of traanbeen niet bereikt. Het hoofdlichaam van het bovenkaaksbeen dat gelegen is vóór de rudimentaire tak is hoger dan het gedeelte achter die tak waarbij beide gedeelten door de tak gescheiden worden en de begrenzing een opvallende trede vormt. De achterste en de neergaande tak van het jukbeen maken een hoek van 55° met elkaar.
Verder is er een unieke combinatie van op zich niet unieke kenmerken. Bij het begin van de fenestra nasoantorbitalis buigt de bovenrand van de schedel opvallend naar boven, resulterend in een hol in plaats van recht bovenprofiel in zijaanzicht. De gepunte voorste tak van het quadratojugale scheidt de achterste uiteinden van het jukbeen en het bovenkaaksbeen.
Het neusgat en de fenestra antorbitalis zijn vervloeid, een afgeleid kenmerk. Het aantal van de tanden is onbekend, evenals hun precieze vorm. Ze staan vrij ver uit elkaar, op regelmatige afstand. Ze zijn wellicht iets naar achteren gericht.

## Fylogenie
Melkamter is in de Monofenestrata geplaatst, in een zeer basale positie. Overeenkomstig daarmee was het in 2024 het oudste lid van die groep bekend was, vijftien miljoen jaar ouder dan andere soorten. Zijn bestaan ondersteunt het vermoeden dat de, meer afgeleide, Pterodactyloidea zich al in de vroege Jura hebben afgesplitst.

## Levenswijze
De habitat lag niet aan de zee, maar ver in het binnenland. Dat suggereert dat de Monofenstrata niet ontstonden als viseters, maar als terrestrische insecteneters.